# منتخب لبنان لكرة القدم الشاطئية
منتخب لبنان لكرة القدم الشاطئية ، هي منتخب وطني لكرة القدم الشاطئية في لبنان ، شاركت بالبطولة الآسيوية لكرة القدم الشاطئية ، للمرة الأولى كانت عام 2013م والتي خرجت من دور المجموعات ، وتأهلت للمرة الثانية على التوالي عام 2015م بالعاصمة القطرية الدوحة ، وحلت في المرتبة الرابعة.